# Cosby (série télévisée)
Cet article concerne la série de 1996. Pour la série de 1984, voir Cosby Show. Pour la page de l'acteur, voir Bill Cosby.
Cosby est une série télévisée américaine en 95 épisodes de 22 minutes, créée par Bill Cosby et diffusée du 16 septembre 1996 au 28 avril 2000 sur le réseau CBS.
Elle est vaguement basée sur la sitcom britannique One foot in the grave diffusée du 4 janvier 1990 au 20 novembre 2000 sur BBC One.
En France, la série a été diffusée à partir du 18 janvier 1999 sur France 3.

## Synopsis
Cette série met en scène Hilton Lucas, qui vient de perdre son travail. Forcé de demeurer chez lui, la tension monte avec sa femme...

## Distribution

### Acteurs principaux
- Bill Cosby (VF : Jacques Thebault): Hilton Lucas
- Phylicia Rashad (VF : Françoise Pavy) : Ruth Lucas
- Madeline Kahn (VF : Josiane Pinson) : Pauline Fox
- T'Keyah Crystal Keymáh (VF : Joelle Guigui) : Erica Lucas
- Doug E. Doug (VF : Jérôme Rebbot) : Griffin Vesey

### Acteurs récurrents
- Darien Sills-Evans (en) : Darien
- Jurnee Smollett : Jurnee
- Ranjit Chowdhry (en) : Singh
- Darryl M. Bell (en) : Julius
- Sinbad : Del

### Guest stars

#### Saison 1
- Skipp Sudduth (qui jouera plus tard John « Sully » Sullivan dans la série New York 911), a joué dans l'épisode 3.
- Tony Sirico (Paulie, dans la série Les Soprano), a joué Teddy dans l'épisode 4.
- Roscoe Lee Browne qui avait déjà joué le rôle du docteur Barnabus Foster dans deux précédentes séries de Bill Cosby, Cosby Show et Campus Show, joue cette fois le frère de Hilton Lucas, George dans l'épisode 12.
- Rudolph Giuliani, à l'époque maire de New York a joué son propre rôle dans l'épisode 14.
- Penny Johnson Jerald, qui a joué dans la série 24 heures chrono ainsi que Castle, joue Penny dans l'épisode 15.
- Frank Vincent, qui a joué dans Casino, Jungle Fever, Les Affranchis ou Raging Bull, joue dans l'épisode 18.
- Keshia Knight Pulliam, qui joue Rudy Huxtable dans Cosby Show ou Campus Show, interprète une guitariste dans l'épisode 22.
- Patti LaBelle, interprète de la chanson Lady Marmalade (1974) joue dans l'épisode 22.

#### Saison 2
- Busta Rhymes, rappeur américain, joue dans l'épisode 8.
- William Shatner, le Capitaine Kirk de la série Star Trek, joue dans l'épisode 9.
- Dominic Chianese, Oncle Junior dans la série Les Soprano, joue dans l'épisode 10.
- Ray Romano, Ray Barone dans la série Tout le monde aime Raymond, joue dans l'épisode 10.
- Sheila E., chanteuse et percussionniste, qui a accompagné notamment Prince, joue dans l'épisode 10.
- Teresa Weatherspoon, basketteuse américaine, joue son propre rôle dans l'épisode 10.
- Tony Bennett, crooner américain, joue son propre rôle dans l'épisode 24.

#### Saison 3
- Anthony Quinn joue le rôle du Professeur Christo dans l'épisode 20 de la saison 3.

#### Saison 4
- John Lithgow, Dick Solomon dans la série Troisième planète après le Soleil, joue son propre rôle dans l'épisode 7.

## Épisodes

### Première saison (1996-1997)
1. Pilot
2. It's My Party
3. Neighborhood Watch
4. Happily Ever Hilton
5. The Best Little Antique Shop in Astoria
6. One Foot in Your Mouth
7. Natural Born Debtors
8. The Two Mr. Lucases
9. No Nudes Is Good Nudes
10. Basketball Story
11. Guard Almighty
12. The Broken Reflection
13. Tempus Lucas
14. Guess Whose President Is Coming to Dinner
15. Brave New Hilton
16. Lucas Platonicus
17. Valentine's Day
18. Florida
19. Anniversary Waltz
20. That Darn Cat
21. I'm OK, You're Hilton
22. The Return of the Charlites
23. My Dinner with Methuseleh
24. Hilton's Playland
25. Social Insecurity

### Deuxième saison (1997-1998)
1. About My Life
2. Wake Up and Smell the Coffeehouse
3. The Rules
4. Two Cents
5. Older and Out
6. Lucas Smartypantsicus
7. The Last Man Standing
8. Dating Games
9. The Pilot (Not the Pilot)
10. Lucas Raymondicus
11. Shall We Dance?
12. The Two Hilton Lucases
13. A Team of His Own
14. Brazil
15. Old Yeller
16. Out to Launch
17. Fifteen Minutes of Fame
18. Mud
19. Enter Lucas
20. 1040 Not-So-EZ
21. Men Are from Mars Women Are from Astoria
22. On the Rocks
23. Love Intervention
24. The First Gentleman

### Troisième saison (1998-1999)
1. Now Is the Time, the Walrus Said
2. Do Not Overheat
3. Chemistry
4. Lucas Discordia
5. The Greatest Gift
6. Lucas Matriculus
7. Playground Scar
8. The Episode Episode
9. Judgment Day
10. Turkey Day
11. This Old Friend
12. The Awful Truth
13. Refrigerator Logic
14. Lucas Absentia
15. False Alarm
16. A Very Nice Dance
17. Ol' Betsy
18. Afterschool Delight
19. Will Power
20. Lucas Illuminus
21. Timerity
22. The Party's Over
23. The Vesey Method
24. He Who Hesitates Is Lucas
25. War Stories

### Quatrième saison (1999-2000)
1. My Spy
2. The Wedding
3. Book 'Em, Griff O
4. Lucas Apocalypse
5. A Teacher's Life
6. There's Something About Hilton
7. Superstar
8. The Parent Trap
9. One for the Books
10. Loving Madeline
11. The Hilton Hilton
12. Chilly Scenes of Winter Golf
13. To Catch a Thief
14. Raising Paranoia
15. It's a Wonderful Wife
16. The Perfect Valentine
17. A Pair of Threes Beats a Flush Every Time
18. Thursday's Child
19. Kids Eat the Darndest Things
20. A Long Night's Journey
21. The Song Remains the Same